# Daphniphyllales
Daphiphllales é um nome botânico de uma ordem da classe Magnoliopsida.
Quando aceite, tinha apenas uma família, Daphniphyllaceae.
No que concerne a classificação filogenética, esta ordem não é mais pertinente e Daphniphyllaceae faz parte da ordem Saxifragales.